# Chiesa ortodossa di Costantinopoli
La Chiesa ortodossa di Costantinopoli (o “Chiesa bizantina”) fu una delle prime Chiese cristiane dell'Impero romano e una componente dell'antica Pentarchia romana. Il suo Santo patrono è l'apostolo Andrea, che si festeggia il 30 novembre.
Secondo la tradizione, la Chiesa sorse nel primo secolo della Cristianità: fu l'apostolo Andrea ad ordinare il primo vescovo della città, quando si chiamava ancora Bisanzio. Poco dopo il 330, in seguito alla decisione di Costantino il Grande di trasferire la capitale dell'Impero romano da Roma a Bisanzio, ribattezzata Nuova Roma o Costantinopoli, il vescovo della città, prima suffraganeo di Eraclea, divenne arcivescovo con l'ampliamento della giurisdizione su altre province già del territorio canonico di Antiochia.
Divenuto poi patriarca, col concilio del 381 (e del 451), ottenne la preminenza d'onore, dopo il vescovo di Roma, sugli altri patriarchi, i principali vescovi della cristianità. Nel 587 si autonominò pure "ecumenico", nonostante le proteste degli altri Patriarcati. Titolo a tutt'oggi non riconosciuto da Roma. La Chiesa di Costantinopoli era divenuta punto di riferimento per gli affari ecclesiastici, per quanto riguardava il governo della Chiesa Orientale, le relazioni con l'Imperatore e la sacra liturgia. Attorno al 1000 infine cercava di essere per tutto l'Oriente quello che Roma era per tutto l'Occidente, con varie discussioni e rotture fino allo scisma.
Costantino nel 325 convocò il Concilio di Nicea, centro a pochi chilometri da Costantinopoli, che fu il primo Concilio ecumenico della cristianità. Doveva essere l'unico, ma ce ne vollero poi altri tre per definire la nuova teologia. Tutti i 7/8 concili ecumenici, fino al IX secolo, vennero tenuti nella capitale o comunque in città prossime alla capitale imperiale, nel territorio patriarcale della Chiesa di Costantinopoli.
Dopo lo scisma del 1054, seguito alla divisione dell'impero romano, che segnò la rottura con la Chiesa di Roma, dopo quella del 451 con le Chiese di Alessandria e Antiochia, peraltro passate al dominio arabo, Costantinopoli mantenne una posizione predominante tra le Chiese dell'Ortodossia. Predominio pure allargato nell'Impero Ottomano dopo la conquista turca del 1453 e fino al suo disfacimento del 1919/22. Caduto l'Impero però iniziò la crisi per tutti i quattro Patriarcati orientali, per l'affermazione delle Chiese nazionali. Anzi le Chiese slave di Bulgaria, Serbia, Russia e la Romania ottennero o riottennero da Costantinopoli pure il titolo patriarcale.
La Chiesa d'Oriente rimase sempre sotto la tutela dell'imperatore, che esercitava un ampio potere sui propri sudditi. Tra le due istituzioni si creò un sistema di ripartizione di potere, che variò a seconda delle epoche. Da cui l'accusa di cesaropapismo sovente mossa dalla Chiesa d'Occidente, che però tiene poco conto del fatto che nessun imperatore bizantino riuscì ad imporre al patriarca, a parte l'iconoclastia, le sue decisioni in materia di dottrina.
Oggi, il Patriarca di Costantinopoli è l'erede diretto della Chiesa costantinopolitana, confermato come ecumenico nella crisi del 1918.
Un Patriarcato armeno di Costantinopoli è stato istituito nel 1461, appena dopo la conquista ottomana di Costantinopoli, per volere del sultano Maometto II, che sottopose alla sua giurisdizione tutti gli armeni del suo impero.
Anche la Chiesa di Roma istituì un Patriarcato latino di Costantinopoli, per iniziativa di Venezia nel 1204, durante il periodo delle Crociate. Ma dopo l'effimera esperienza dell'Impero latino, poi caduto nel 1261, il patriarca latino si ritirò nella successiva sede in Venezia.

## Storia

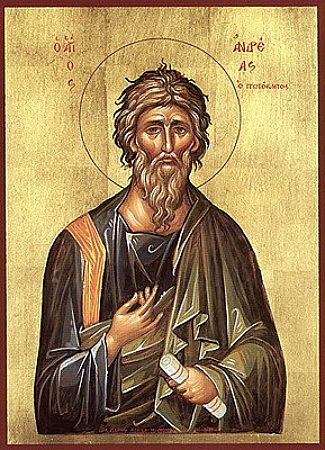
Icona di Sant'Andrea prokletos, cioè "il primo chiamato": la fondazione della sede costantinopolitana, come diocesi di Bisanzio è fatta risalire all'opera evangelizzatrice dell'Apostolo.

L'origine della diocesi di Bisanzio è fatta risalire al I secolo e alla predicazione dell'Apostolo Sant'Andrea, il quale secondo la leggenda avrebbe fondato la sede episcopale della città di Bisanzio attorno all'anno 38.

### L'arcidiocesi di Costantinopoli

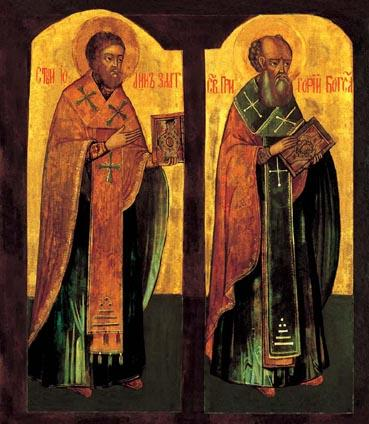
Icona di Giovanni Crisostomo e Gregorio Nazianzeno, Santi vescovi di Costantinopoli.

Dopo che nel 330 l'imperatore Costantino ebbe rifondata Bisanzio come Nuova Roma, si ritenne opportuno che il vescovo della nuova capitale, fino ad allora suffraganeo di Eraclea, assurgesse al rango arcivescovile con metropolia sulla Grecia, l'Asia Minore, il Ponto e la Tracia e ricevesse il titolo di esarca, il rango immediatamente inferiore a quello di patriarca.
Nel 380 l'imperatore Teodosio entrò a Costantinopoli; successivamente chiamò a dirigere la diocesi locale Gregorio di Nazianzo e convocò il Primo Concilio di Costantinopoli, il quale nel 381, stabilì inoltre che "il vescovo di Costantinopoli avrà il primato di onore dopo quello di Roma, poiché essa è la Nuova Roma" (Canone III). Per molto tempo la Santa Sede si oppose a questa concessione, non perché mettesse in discussione il primato di Roma, ma perché non si voleva stravolgere il vecchio ordinamento gerarchico, basato sul primato delle tre sedi apostoliche (petrine) di Roma, Antiochia e Alessandria.

Le discussioni conciliari furono quanto mai accese e lo stesso Gregorio fu accusato di occupare illegittimamente, in quanto già vescovo di Sasima, la sede di Costantinopoli, che fu costretto ad abbandonare quindi in quello stesso anno. Papa Damaso rifiutò dunque di confermare questo canone, un passo molto inusuale e controverso, poiché i concili ecumenici erano considerati vincolanti per tutte le chiese cristiane. D'altra parte, però, in quell'epoca la Chiesa era gravemente travagliata per le divisioni sorte attorno all'Arianesimo, dottrina molto diffusa in Oriente, ma fortemente osteggiata in Occidente.
Nonostante l'opposizione dei Papi, però, il prestigio dei vescovi di Costantinopoli continuò a crescere sotto il patronato dell'imperatore orientale. Gli imperatori, infatti, andavano progressivamente identificando il proprio potere come riflesso dell'ordine divino, accentuando l'aspetto ieratico della loro funzione e, di conseguenza, il controllo sulla Chiesa di Costantinopoli.
Alla morte di Teodosio (395) l'impero si divise in pars Occidentalis e  pars Orientalis. Nel 402 l'imperatore d'Oriente Arcadio decise di sostenere il sinodo che, sotto la guida di Teofilo di Alessandria aveva decretato la deposizione del vescovo di Costantinopoli, Giovanni Crisostomo, uomo inviso per i suoi modi spartani ed il suo stile di vita modesto. Dopo un periodo d'incertezza, nel 404 Giovanni, che era passato dalla parte del clero romano, venne definitivamente esiliato. Per reazione, Papa Innocenzo I, sostenuto dall'imperatore d'Occidente Onorio, ruppe la comunione con Costantinopoli ed i Patriarcati orientali, che avevano accettato la deposizione di Giovanni. Questo tentativo da parte di Roma di ristabilire la supremazia venne però vanificato anche dalla crisi in cui versava l'Impero d'Occidente, la cui città-simbolo venne in quegli stessi anni saccheggiata (410). La divisione con l'oriente rimase tuttavia insanata sino al 415, quando i patriarchi orientali riconobbero retroattivamente la legittimità del vescovo deposto.

#### Il Nestorianesimo
Nel 428 divenne arcivescovo Nestorio, il quale si impegnò a combattere le eresie ariane e novaziane, mentre ebbe un atteggiamento favorevole verso il condannato pelagianesimo. L'arcivescovo si trovò presto ad affrontare il problema inerente alla natura di Maria, cioè se essa fosse Theotókos ("madre di Dio"), Christothokos ("madre di Cristo"), Theodochos ("colei che riceve Dio") o semplicemente Anthropotokos ("madre dell'uomo"). Nestorio cercò dunque di risolvere la questione affermando che le due nature, umana e divina, di Cristo convivevano insieme, ma disgiunte (non mescolate). Il fatto venne riportato al patriarca di Alessandria, Cirillo, il quale a sua volta ne informò il papa di Roma, Celestino I.
La questione giunse anche all'imperatore Teodosio II, il quale convocò nel 431 il Concilio di Efeso. I sostenitori di Cirillo vi giunsero prima di quelli di Nestorio e dunque pronunciarono la condanna del nestorianesimo. Quando però giunsero i nestoriani, questi assolsero l'arcivescovo e scomunicarono invece il patriarca Cirillo ed i suoi sostenitori. La questione venne infine risolta dall'arrivo dei delegati papali, i quali condannarono Nestorio e la sua dottrina. L'Imperatore era però disorientato da tante vicende contraddittorie e decise dunque di sciogliere il concilio senza prendere decisioni, ma, mentre Nestorio lasciava la città, i suoi oppositori riuscirono infine a coalizzarsi e a convincere l'Imperatore a condannarlo.
Nestorio venne esiliato in Egitto, ma molti cristiani nestoriani proseguirono la sua dottrina al di fuori dell'Impero, in Mesopotamia (la zona dei fiumi Tigri ed Eufrate), Persia ed India.

## Cronotassi dei vescovi

### Vescovi di Bisanzio (fino al 325)
- Sant'Andrea apostolo (fondatore)
- San Stachys l'Apostolo (38-54)
- Sant'Onesimo (54-68)
- Policarpo I di Bisanzio (69-89)
- Plutarco (89-105)
- Sedecione (105-114)
- Diogene (114-129)
- Eleuterio (129-136)
- Felice (136-141)
- Policarpo II (141-144)
- Atenodoro (144-148)
- Euzois (148-154)
- Lorenzo (154-166)
- Alipio (166-169)
- Pertinace (169-187)
- Olimpiano (187-198)
- Marco I (198-211)
- Filadelfo (211-217)
- Ciriaco I (217-230)
- Castino (230-237)
- Eugenio I (237-242)
- Tito (242-272)
- Domezio (272-284)
- Rufino (284-293)
- Probo (293-306)
- San Metrofane (306-314)
- Sant'Alessandro (314-325)

### Vescovi e arcivescovi di Costantinopoli (dal 325 al 381)
- Sant'Alessandro (325-337)
- San Paolo I (337-339)
- Eusebio di Nicomedia (339-341)
- San Paolo I restaurato (341-342)
- Macedonio I (342-346)
- San Paolo I restaurato (346-350)
- Macedonio I restaurato (350-360)
- Eudochio di Antiochia (360-370)
- Demofilo (370-379)
- Sant'Evagrio (370 o 379)
- Massimo (380)
- San Gregorio I Nazianzeno (379-381 dimesso)